# Stolliana angusticornis
Stolliana angusticornis är en insektsart som beskrevs av Vitaly Michailovitsh Dirsh 1958. Stolliana angusticornis ingår i släktet Stolliana och familjen Pamphagidae. Inga underarter finns listade i Catalogue of Life.